# Kainach bei Voitsberg
Kainach bei Voitsberg – gmina w Austrii, w kraju związkowym Styria, w powiecie Voitsberg. Liczy 1679 mieszkańców (1 stycznia 2015).